# Рудня (Львовская область)
Рудня (укр. Рудня) — село в Бисковичской сельской общине Самборского района Львовской области Украины.
Население по переписи 2001 года составляло 28 человек. Занимает площадь 0,36 км². Почтовый индекс — 81457. Телефонный код — 3236.